# GAK Enighet
Gymnastik- och Atletklubben Enighet (GAK Enighet) är en kampsportförening från Malmö i Sverige. Föreningen har omkring 2 500 medlemmar.
Klubben grundades den 22 april 1892, och tillhörde tidigt Sveriges ledande brottningsklubbar, med namn som Anders Ahlgren och  Edvin Mattiasson, som båda vann medaljer vid OS i Stockholm 1912. Senare togs även boxning upp på programmet, och 1935 vann Åke Håkansson SM i  mellanvikt. Ännu senare togs budosporter upp, och i modern tid har det främst varit inom karate, judo, taekwondo och kendo som klubben nått framgång.
Bland framstående idrottare i klubben märks förutom de ovan nämnda även brottarna Karl-Erik Nilsson, som tog OS-guld 1948, och Viking Palm, som gjorde detsamma 1952, samt boxaren Roberto Welin (EM-guld 1991) och taekwondoutövaren Karolina Kedzierska (EM-guld 2008, EM-silver 2006).

## Fotboll
Under åren 1914 fram till säsongen 1928-1929 hade GAK Enighet en fotbollssektion. Föreningen spelade 1917-1918 i Skåneserien som innehöll klubbar som Malmö FF, Landskrona BoIS och Helsingborgs IF. 
| År        | Serie                        | Placering |
| --------- | ---------------------------- | --------- |
| 1914      | Malmöserien Division 1A      | 4 av 4    |
| 1917-1918 | Skåneserien                  | 5 av 11   |
| 1922      | Malmöserien Division 1       | 5 av 6    |
| 1923      | Malmöserien Division 2       | 2 av 8    |
| 1924      | Malmöserien Division 2       | 2 av 7    |
| 1925      | Malmöserien Division 2       | 2 av 3    |
| 1926      | Skånes Kvalifikationsserie   | 5 av 6    |
| 1926-1927 | Skåneserien Division 1 Södra | 3 av 8    |
| 1927-1928 | Skåneserien Division 2 Södra | 1 av 8    |
| 1928-1929 | Skåneserien Division 1       | 8 av 12   |